# Маній Рабулей
Ма́ній Рабуле́й (лат. Manius Rabuleius; V століття до н. е.) — політичний, державний і військовий діяч Римської республіки, децемвір 450—449 років до н. е.

## Біографія
Походив з плебейського роду Рабулеїв. Про батьків, дитячі роки його відомостей не збереглося. 
У 450 році до н. е. його було обрано до Другої колегії децемвірів, яка була покликана доповнити законодавство (лат. Decemviri Consulari Imperio Legibus Scribundis), разом з Аппієм Клавдієм Крассом Сабіном Інрегілленом, який був фактично головою колегії, Титом Антонієм Мерендою, Квінтом Петілієм Лібоном Візолом, Марком Корнелієм Малугіненом, Луцієм Мінуцієм Есквіліном Авгуріном, Квінтом Фабієм Вібуланом, Марком Сергієм Есквіліном, Спурієм Оппієм Корніценом, Цезоном Дуіллієм Лонгом. Аппій Клавдій Красс Сабін Інрегіллен, який керував виборами до Другої децемвірської колегії, зміг забезпечити перемогу в них ряду вигідних для себе кандидатів. Серед них були три плебея, включаючи Манія Рабулея. Аппій Клавдій таким чином зміг зробити їх децемвірами, аби привернути народ на свою сторону. Таким чином, Маній Рабулей став одним з трьох плебеїв, які вперше зайняли найвищу посаду в Римській республіці. Разом з колегами склав 2 таблиці законів, що разом становили Закони Дванадцяти таблиць.
У 449 році до н. е. Маній Рабулей підтримав подальше утримання влади за децемвірами, що було грубим порушенням законодавства. Разом з іншими колегами спирався на консервативну частину сенату, чим вони призвели до сильної опозиції не тільки плебсу, але й багатьох сенаторів. Коли на землі Риму напали екви і сабіни, Маній Рабулей був посланий разом з колегами Квінтом Петілієм Лібоном Візолом і Квінтом Фабієм Вібуланом проводити військові дії саме проти сабінян. Але військо, незадоволене існуючим політичним ладом, не хотіло воювати і було розгромлене при Ереті. Після зухвалої наруги Аппія Клавдія Красса над вільною жителькою Риму Вергінією й наступної сецесії плебеїв на Священну гору, влада децемвірів впала. Після її повалення у 449 році до н. е. за позовом народних трибунів Маній Рабулей був разом з іншими членами Другої колегії засуджений судом до конфіскації майна і вигнання, через що був змушений виїхати з Риму згідно з вироком. 
З того часу подальша доля Манія Рабулея невідома.